# Premier Padmini

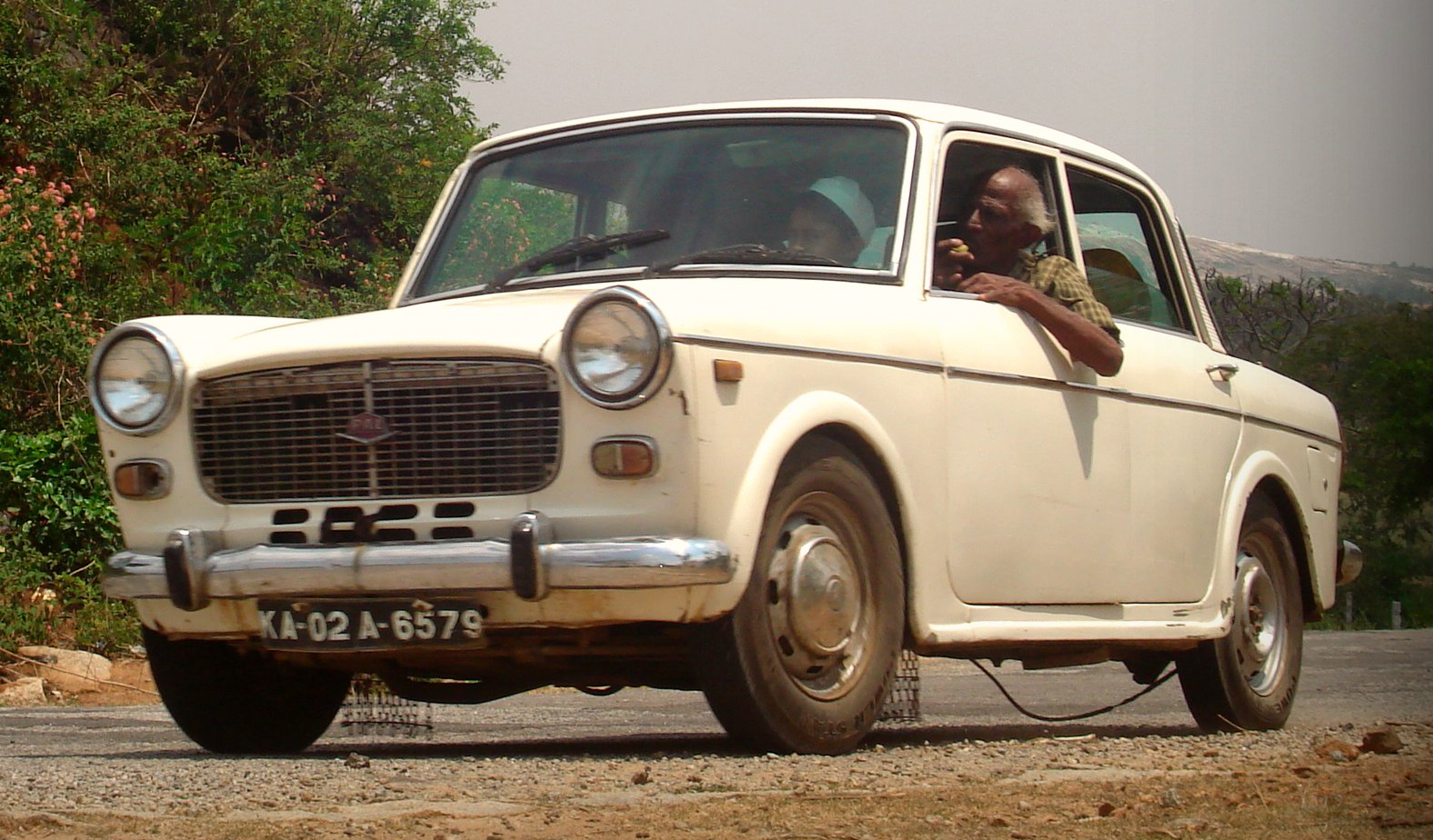
Premier Padmini

Der Premier Padmini ist eine viersitzige Limousine, die in Indien von 1964 bis 2001 von Premier Automobiles Limited, einer Abteilung der Walchand Group, unter Lizenz von Fiat hergestellt und zunächst als Fiat 1100 Delight – und ab 1974 als Premier Padmini – vermarktet wurde. Die Hauptkonkurrenten des Padmini auf dem indischen Markt waren der Hindustan Ambassador und der Standard Herald. Dieses Auto beherrschte den indischen Automarkt und seine Popularität erreichte in den 1970er und 1980er Jahren ihren Höhepunkt. Der Padmini, umgangssprachlich auch als Pad oder Fiat bekannt (da der Padmini ursprünglich ein Fiat-Fahrzeug war), ist nach einer Rajputen-Prinzessin aus dem 14. Jahrhundert benannt. Padmini bedeutet übersetzt „die, die auf dem Lotus sitzt“ und bezieht sich auf die Göttin Lakshmi. Der Name war zu dieser Zeit in Indien auch ein gängiger Mädchenname.

## Geschichte
Der Fiat 1100D, der auf dem Fiat 1200 GranLuce Berlina basierte, debütierte 1964 in Indien mit einem 1089-cm³-Vierzylinder-Vergasermotor – anstelle des 1221-cm³-Motors, mit dem der GranLuce in Italien ausgestattet war. Mit einem Verdichtungsverhältnis von 10,8:1 leistete er 48 PS (35 kW) bei 4800/min und lieferte ein maximales Drehmoment von 7,2 kp⋅m (71 N⋅m) bei 3000/min. Das ursprüngliche Getriebe war ein Viergang-Schaltgetriebe (ohne synchronisierten ersten Gang). Das Fahrzeug hat Hinterradantrieb. Der Schalthebel war links an der Lenksäule angebracht. Die Fahrzeugmasse beträgt 895 kg; die Höchstgeschwindigkeit 140 km/h.
Premier produzierte den Padmini in seinem Werk Kurla in Bombay (heute Mumbai), bis es im September 1997 eine Mehrheitsbeteiligung an Fiat SpA verkaufte. Das lizenzierte Fahrzeug wurde zunächst als Fiat 1100 Delight vermarktet. Für das Modelljahr 1973 wurde es als Premier President und später als Premier Padmini vermarktet.
Bis in die 2010er Jahre dienten zahlreiche Exemplare als Taxis in Mumbai. 2013 erließ die Regierung Vorschriften, die Fahrzeuge, die älter als 20 Jahre sind, nicht mehr zulassen.